# Liste der Monuments historiques in Vandières (Meurthe-et-Moselle)
Die Liste der Monuments historiques in Vandières führt die Monuments historiques in der französischen Gemeinde Vandières auf.

## Liste der Immobilien
| Bezeichnung      | Beschreibung                        | Standort               | Kennzeichnung | Schutzstatus | Datum | Bild |
| ---------------- | ----------------------------------- | ---------------------- | ------------- | ------------ | ----- | ---- |
| Kirche St-Géréon | Kirchturm, 11. oder 12. Jahrhundert | Rue de l’Église (Lage) | PA00106425    | Classé       | 1921  |      |

## Liste der Objekte
| Bezeichnung                          | Beschreibung                                             | Standort                             | Kennzeichnung | Schutzstatus | Datum | Bild |
| ------------------------------------ | -------------------------------------------------------- | ------------------------------------ | ------------- | ------------ | ----- | ---- |
| Skulptur Der gute Hirte              | Stein, um 1600                                           | außen an der Kirche St-Géréon (Lage) | PM54001934    | Inscrit      | 1996  |      |
| Gemälde Martyrium de heiligen Gereon | Ölfarbe auf Leinwand, Holzrahmen, 1629 von Nicolas Allye | in der Kirche St-Géréon (Lage)       | PM54001226    | Classé       | 1998  |      |